# Акмамедов, Сейитмамед
Сейитмамед Акмамедов (туркм. Seýitmämmet Akmämmedow, род. в 1956 году, с. Акгонур, Геок-Тепинский район, Ашхабадская область Туркменская ССР СССР) — туркменский государственный деятель.

## Биография
2011—2016 — заместитель министра труда и социальной защиты населения Туркменистана.
08.01.2016 — 08.12.2017 министр труда и социальной защиты населения Туркменистана, председатель правления Пенсионного фонда Туркменистана.
8 декабря 2017 года уволен за серьёзные недостатки в работе.

## Награды
- Памятный знак в честь 26-летия независимости Туркменистана[6].